# Михайло Юзеф Масальський
Михайло Юзеф Масальський (1700 — 26 грудня 1768) — військовий діяч Великого князівства Литовського і Речі Посполитої, тіун і староста радошковський (з 1717), великий писар литовський (з 1726), воєвода мстиславський (1737—1742), каштелян троцький (1742—1744), каштелян віленський (1744—1768), польний гетьман литовський (1744—1762), великий гетьман литовський (1762—1768). З княжого роду Мосальських (Рюриковичі).

## Біографія
Належав до Другої Гродненської лінії роду Масальських власного гербу. Нащадок мінського воєводи Андрія Масальського через старшого сина Станіслава. Син старости гродненського Яна Масальского (близько 1675—1706) і Ганни Волович.
Вчився у Віленському університеті. З 1717 року — депутат Верховного трибуналу Литви. У 1726 році допомагав Михайлу Чарторийського стати великим канцлером литовським. У 1733 році на елекційному сеймі Речі Посполитої був його маршалком, підтримував кандидатуру Станіслава Лещинського на королівський трон, воював на стороні Лещинського у Війні за польську спадщину, і після поразки відступив в Кенігсберг.
Повернувшись до Литви, став прихильником нового короля Августа III. З 1737 року — воєвода мстиславський. У литовському сеймі виступав за проведення військової реформи, зокрема вимагав збільшити литовське військо. З 1741 маршалок Литовського верховного трибуналу, з 1742 року каштелян троцький, з 1744 — віленський каштелян і польний гетьман литовський, з 1762 — великий гетьман литовський. Висував проект, за яким кожен п'ятдесятий селянин повинен був служити в армії. У 1764 році на його запрошення до Литви вступила російська армія для того, щоб підтримати короля Станіслава Понятовського. Сейм скасував гетьманський титул, а замість нього була створена Військова комісія, яка стояла проти реформ клану Чорторийських.

## Сім'я
Дружина — Франциска Огинська, 
діти:
- Казимир Масальський
- Юзеф Адріан Масальський
- Ян Масальський
- Ігнатій Якуб Масальський
- Катерина Масальська.

## Нагороди
- Орден Білого орла (1742)[13]
- Орден Святого Станіслава[13]